# Receita bruta
A receita bruta, para fins contábeis, é o produto da venda de bens e serviços. Em outras palavras, podemos afirmar que a Receita Bruta é a receita total decorrente das atividades-fim da organização, isto é, das atividades para as quais a empresa foi constituída, segundo seus estatutos ou contrato social (o "faturamento" da empresa).
Entretanto, para fins tributários, no Brasil, a receita bruta tem diferentes composições. Como exemplo, considera-se receita bruta, para fins de aplicação do Simples Nacional, o produto da venda de bens e serviços nas operações de conta própria, o preço dos serviços prestados e o resultado nas operações em conta alheia (comissões recebidas), não incluídas as vendas canceladas e os descontos incondicionais concedidos.
Já para a legislação do PIS e COFINS, a receita bruta é o total de receitas contabilizadas, independentemente de advirem do faturamento, o que motivou muitas empresas a questionarem este conceito na justiça, visando redução de contribuições a pagar.
Exclui-se do conceito da receita bruta, para fins tributários, o Imposto sobre Produtos Industrializados (IPI) e o Imposto sobre Operações Relativas à Circulação de Mercadorias e sobre Prestações de Serviços de Transporte Interestadual e Intermunicipal e de Comunicação (ICMS), quando cobrado pelo vendedor dos bens ou prestador dos serviços na condição de substituto tributário.